# Lijst van voetbalinterlands Gambia - Mauritanië
Deze lijst van voetbalinterlands is een overzicht van alle officiële voetbalwedstrijden tussen de nationale teams van Gambia en Mauritanië. De landen hebben tot op heden achttien keer tegen elkaar gespeeld. De eerste ontmoeting was tijdens een vriendschappelijk toernooi op 8 januari 1979 in Bissau (Guinee-Bissau). Het laatste duel, een groepswedstrijd tijdens de Afrika Cup 2021, werd gespeeld op 12 januari 2022 in Limbe (Kameroen).

## Wedstrijden
| №  | Plaats     | Datum            | Competitie                   | Wedstrijd           | Uitslag |
| -- | ---------- | ---------------- | ---------------------------- | ------------------- | ------- |
| 1  | Bissau     | 8 januari 1979   | Vriendschappelijk            | Gambia − Mauritanië | 3 − 1   |
| 2  | Banjul     | 16 februari 1980 | Vriendschappelijk            | Gambia − Mauritanië | 2 − 2   |
| 3  | Bamako     | 4 februari 1981  | Vriendschappelijk            | Mauritanië − Gambia | 1 − 0   |
| 4  | Praia      | 13 februari 1982 | Vriendschappelijk            | Gambia − Mauritanië | 3 − 1   |
| 5  | Dakar      | 6 februari 1986  | Vriendschappelijk            | Gambia − Mauritanië | 3 − 0   |
| 6  | Nouakchott | 18 mei 1990      | Afrika Cup 1992 kwalificatie | Mauritanië − Gambia | 2 − 0   |
| 7  | Banjul     | 1 juni 1990      | Afrika Cup 1992 kwalificatie | Gambia − Mauritanië | 1 − 2   |
| 8  | Banjul     | 17 februari 1991 | Vriendschappelijk            | Gambia − Mauritanië | 0 − 0   |
| 9  | Banjul     | 22 november 1993 | Vriendschappelijk            | Gambia − Mauritanië | 2 − 4   |
| 10 | Nouakchott | 17 november 1995 | Vriendschappelijk            | Mauritanië − Gambia | 2 − 1   |
| 11 | Banjul     | 30 november 1997 | Vriendschappelijk            | Gambia − Mauritanië | 2 − 1   |
| 12 | Banjul     | 24 maart 2000    | Vriendschappelijk            | Gambia − Mauritanië | 0 − 0   |
| 13 | Banjul     | 31 januari 2000  | Vriendschappelijk            | Gambia − Mauritanië | 0 − 0   |
| 14 | Banjul     | 31 mei 2003      | Vriendschappelijk            | Gambia − Mauritanië | 4 − 1   |
| 15 | Bakau      | 27 maart 2015    | Vriendschappelijk            | Gambia − Mauritanië | 1 − 0   |
| 16 | Nouakchott | 25 maart 2016    | Afrika Cup 2017 kwalificatie | Mauritanië − Gambia | 2 − 1   |
| 17 | Bakau      | 29 maart 2016    | Afrika Cup 2017 kwalificatie | Gambia − Mauritanië | 0 − 0   |
| 18 | Limbe      | 12 januari 2022  | Afrika Cup 2021              | Mauritanië − Gambia | 0 − 1   |

## Samenvatting
| Competitie              | Totaal gespeeld | Winst Gambia | Gelijk | Winst Mauritanië | Doelsaldo Gambia – Mauritanië |
| ----------------------- | --------------- | ------------ | ------ | ---------------- | ----------------------------- |
| Afrika Cup              | 1               | 1            | 0      | 0                | 1 − 0                         |
| Afrika Cup-kwalificatie | 4               | 0            | 1      | 3                | 2 − 6                         |
| Vriendschappelijk       | 13              | 6            | 4      | 3                | 21 − 14                       |
| Totaal                  | 18              | 7            | 5      | 6                | 24 − 20                       |

GFA · A-internationals · Olympische elftal · Gambiaans vrouwenelftal
Algerije ·
Angola ·
Benin ·
Burkina Faso ·
Burundi ·
Centraal-Afrikaanse Republiek ·
China ·
Comoren ·
Congo-Brazzaville ·
Congo-Kinshasa ·
Denemarken ·
Djibouti ·
Equatoriaal-Guinea ·
Gabon ·
Ghana ·
Guinee ·
Guinee-Bissau ·
Ivoorkust ·
Kaapverdië ·
Kameroen ·
Kenia ·
Kosovo ·
Lesotho ·
Liberia ·
Libië ·
Luxemburg ·
Madagaskar ·
Mali ·
Marokko ·
Mauritanië ·
Mexico ·
Namibië ·
Nieuw-Zeeland ·
Niger ·
Nigeria ·
Oeganda ·
Saoedi-Arabië ·
Senegal ·
Seychellen ·
Sierra Leone ·
Tanzania ·
Togo ·
Tsjaad ·
Tunesië ·
Verenigde Arabische Emiraten ·
Zambia ·
Zuid-Afrika ·
Zuid-Soedan
FFRIM · A-internationals · Mauritaans vrouwenelftal
1960 – 1969 · 
1970 – 1979 · 
1980 – 1989 · 
1990 – 1999 · 
2000 – 2009 · 
2010 – 2019 ·
2020 − 2029
Algerije ·
Angola ·
Bahrein ·
Benin ·
Botswana ·
Burkina Faso ·
Burundi ·
Canada ·
Centraal-Afrikaanse Republiek ·
Comoren ·
Congo-Brazzaville ·
Congo-Kinshasa ·
Equatoriaal-Guinea ·
Egypte ·
Ethiopië ·
Gabon ·
Gambia ·
Guinee ·
Guinee-Bissau ·
Irak ·
Ivoorkust ·
Jemen ·
Jordanië ·
Kaapverdië ·
Kameroen ·
Kenia ·
Lesotho ·
Libanon ·
Liberia ·
Libië ·
Madagaskar ·
Mali ·
Marokko ·
Mauritius ·
Mozambique ·
Niger ·
Oeganda ·
Oman ·
Palestina ·
Rwanda ·
Saoedi-Arabië ·
Senegal ·
Sierra Leone ·
Soedan ·
Somalië ·
Syrië ·
Tanzania ·
Togo ·
Tunesië ·
Verenigde Arabische Emiraten ·
Zambia ·
Zimbabwe ·
Zuid-Afrika ·
Zuid-Jemen ·
Zuid-Soedan